# Найдавніший дріас

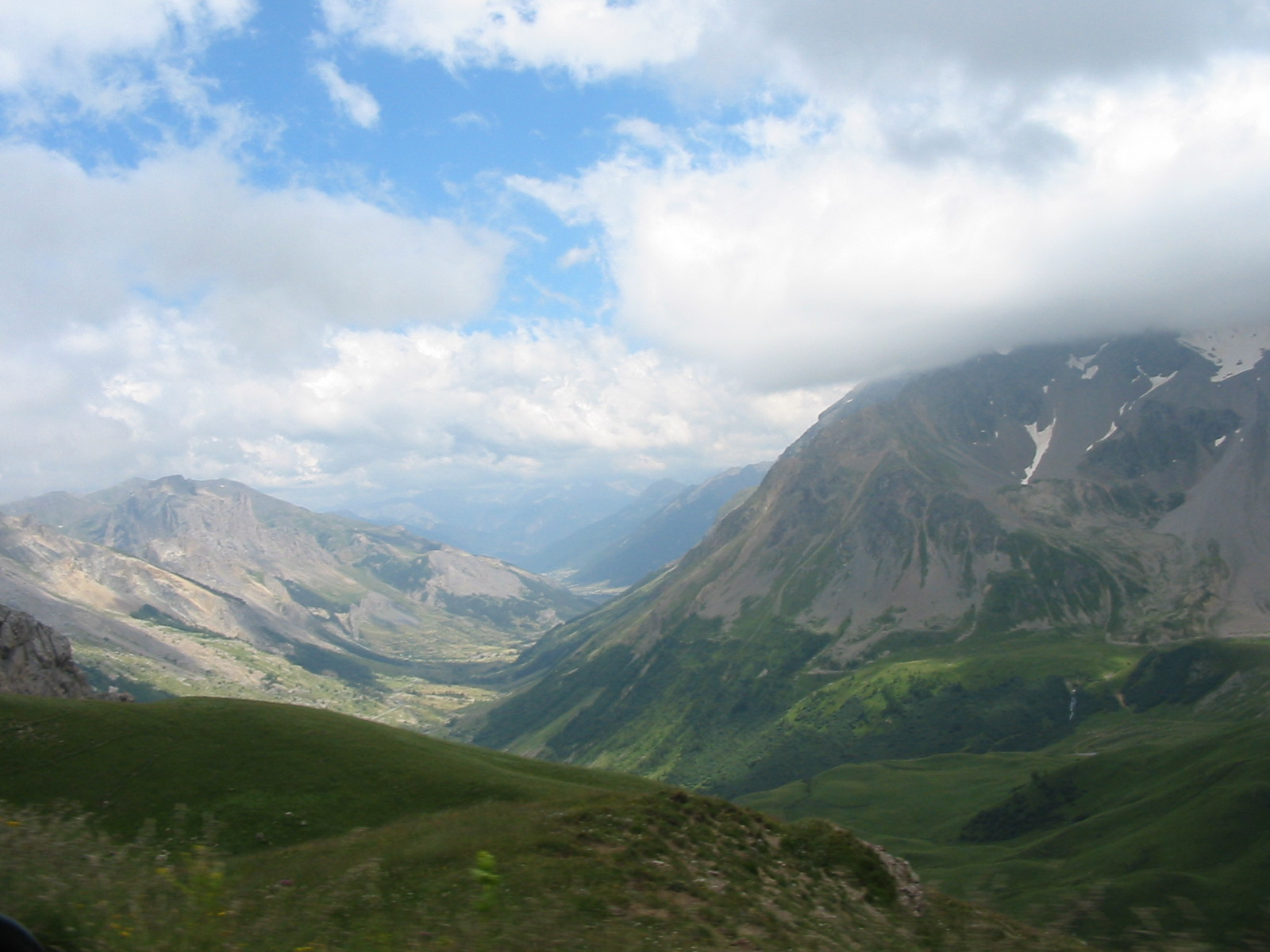
Альпійська долина, зразок найдавнішого дріасу

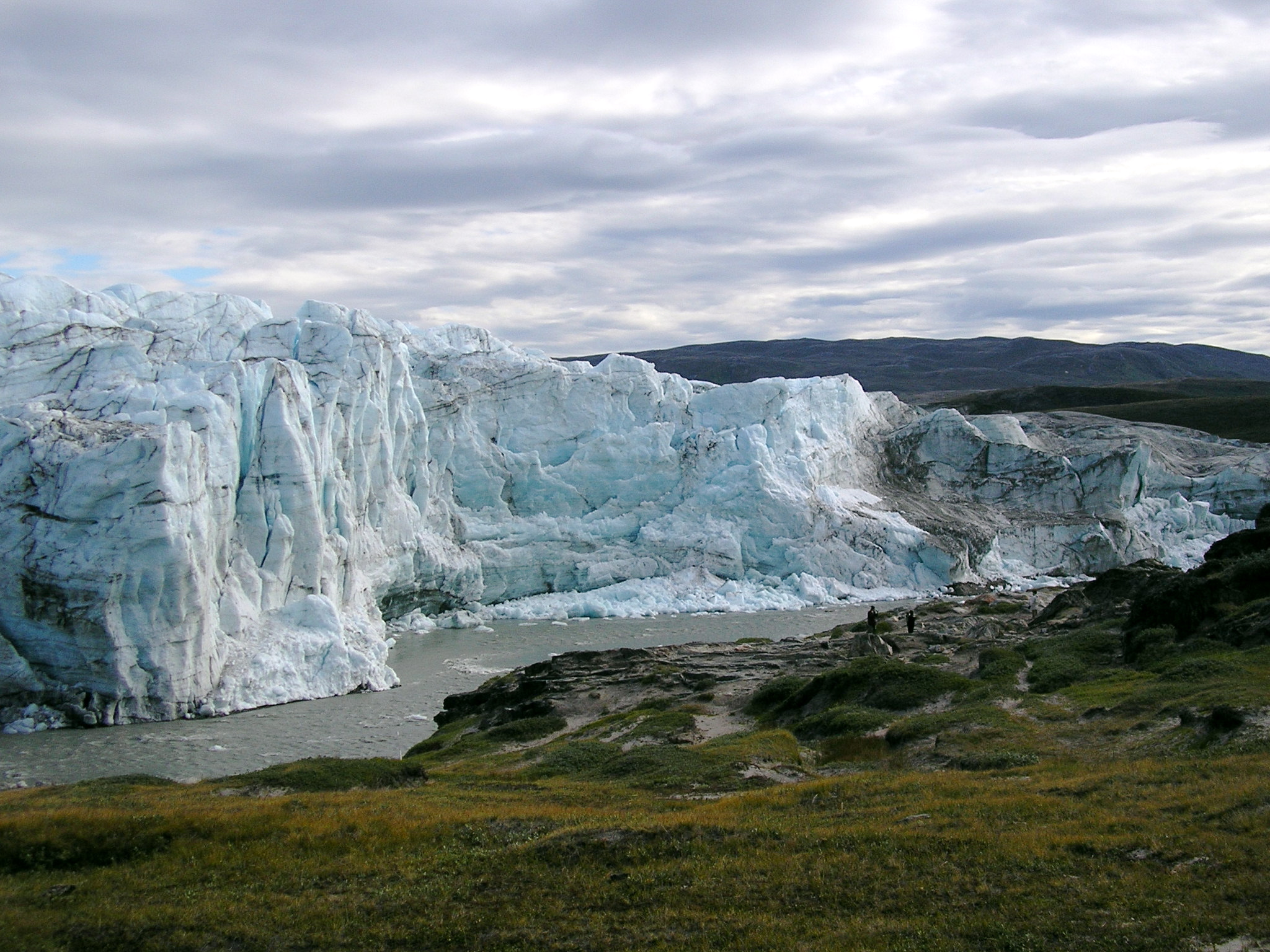
Край льодовика, Гренландія

Найдавніший дріас — біостратиграфічний шар підрозділу, що відповідає відносно різкому кліматичному похолоданню, або стадіалу, що відбулося під час останнього відступу льодовика. 

Проміжок часу, якому відповідає шар, погано визначений і різниться між регіонами, 

але зазвичай датується 18,5–17 Кілороків до сьогодення і закінчується 15– 14 Кілороків до сьогодення. 

Як і у випадку з пізднім і середнім дріасом стратиграфічний шар відзначений великою кількістю пилку та інших залишків Dryas octopetala, виду-індикатора , який колонізує арктично-альпійські регіони.
У Північній Європі найдавніший дріас відповідає максимальному похолоданню після Віслінського зледеніння. В Альпах найдавніший дріас відповідає гшніцькому періоду вюрмського зледеніння. Всі три періоди, що мають назву «дріас», названі на честь рослини дріада восьмипелюсткова, виявлена в кернах льодовикового льоду і в болотному торфі. Ця рослина була маркером поширення холодного клімату на території Європи. Найдавніший дріас відповідає пилковій зоні Ia.

## Датування
Найдавніший дріас заведено датувати приблизно 16-13 кілороків до н. е. (Roberts, 1998), проте за даними, отриманими з Кілко в Північній Ірландії, початок періоду можна датувати 17 Кілороків до н. е.. Добре виражена послідовність дат, отриманих радіовуглецевим методом, з пошарового матеріалу, отриманого при розкопках Отрів-Руж-Тер (Hauterive/Rouges-Terres) на північно-західному узбережжі Невшательського озера в Швейцарії (1992-1993) відносить закінчення найдавнішого дріасу приблизно до 12,650 Кілороків до н. е. (калібрована дата). Аналогічні дані з Антарктики і південного Китаю датуються 12,6 і 12,7 кілороків до н. е. відповідно, а з гренландського льоду - 12,5 кілороків до н. е..

## Флора
Під час найдавнішого дріасу ландшафт Європи нагадував арктичну тундру, великі дерева на більшій частині її території були відсутні. Були поширені чагарники та трав'янисті рослини, такі, як:
- Злаки
- Полин
- Береза карликова
- Верба трав'яна
- Дріада восьмипелюсткова

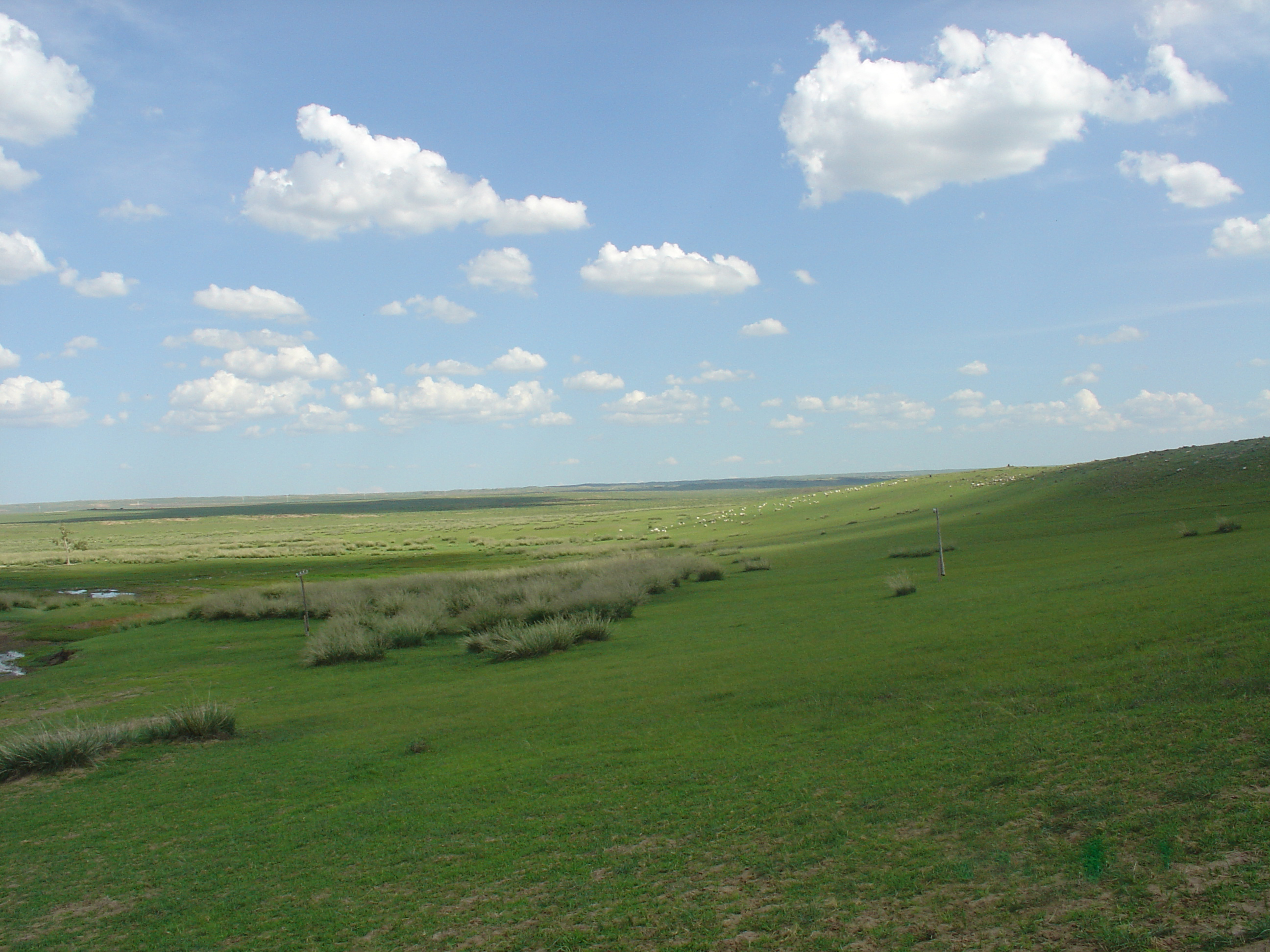
Лука (Внутрішня Монголія)
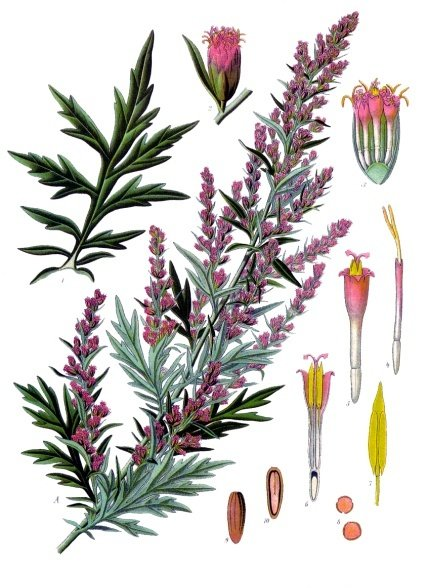
Полин звичайний
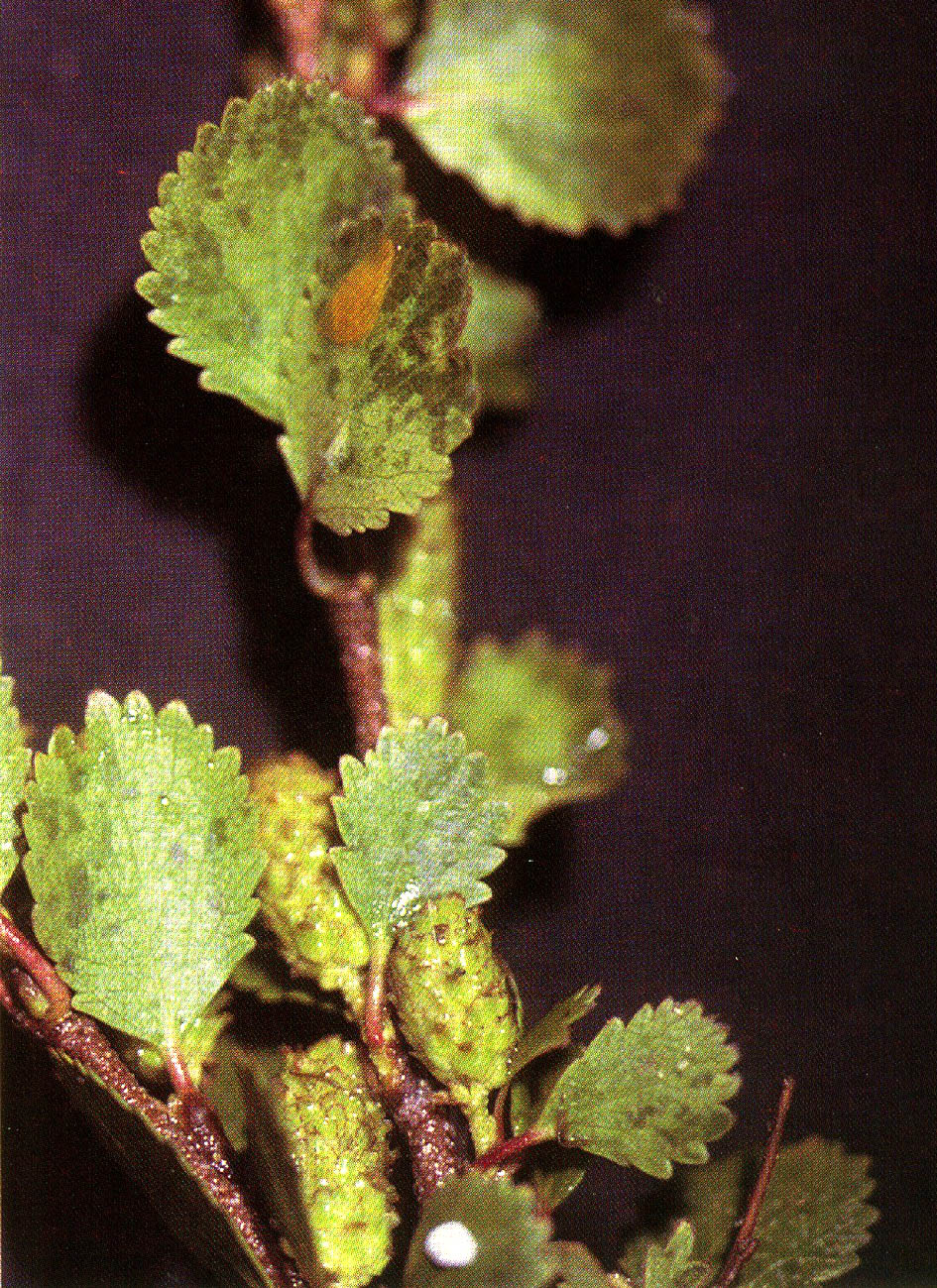
Береза карликова
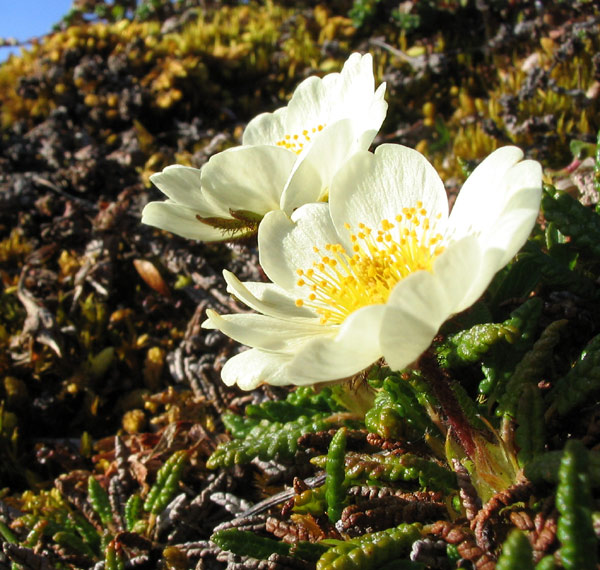
Дріада восьмипелюсткова

## Фауна
Тваринний світ був в основному арктичного типу, проте під час льодовикового максимуму теплолюбні тварини мешкали в кількох територіальних зонах, так званих притулках, на території Європи. Починаючи з найдавнішого дріасу вони починають знову заселяти Європу.
Бурий ведмідь проник на північ одним з перших. Як показують генетичні дослідження, північноєвропейські бурі ведмеді походять з рефугіуму, розташованого в Карпатах або Молдові. Іншими рефугіами тварин в Європі того часу були Італія, Іспанія та Греція.
Навряд чи ведмедів змусила мігрувати на північ інша причина, чим пошук їжі, тим більше, що тундра до того часу вже була населена. Ймовірно, види, на які полювала людина на Невшательському озері в кінці періоду, були присутні на ньому протягом усього періоду:
Птахи
- Гагара чорношия
- Пірникоза чорношия
- Лебідь-кликун
- Беркут

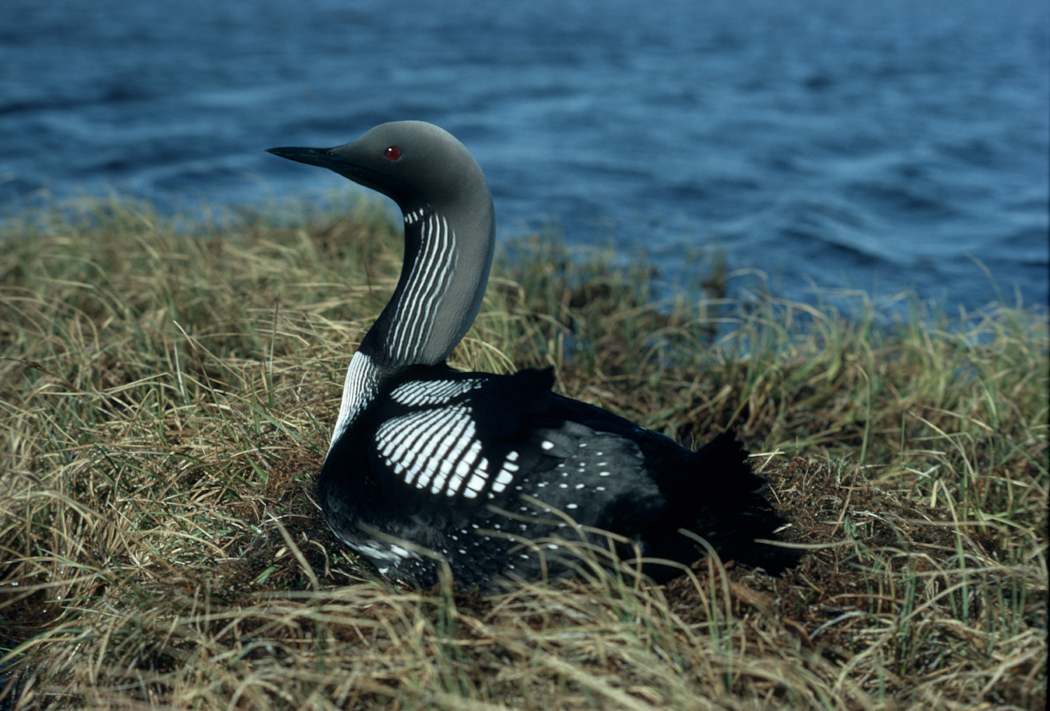
Гагара чорношия
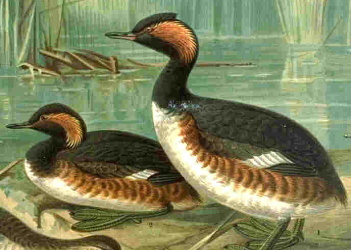
Пірникоза чорношия
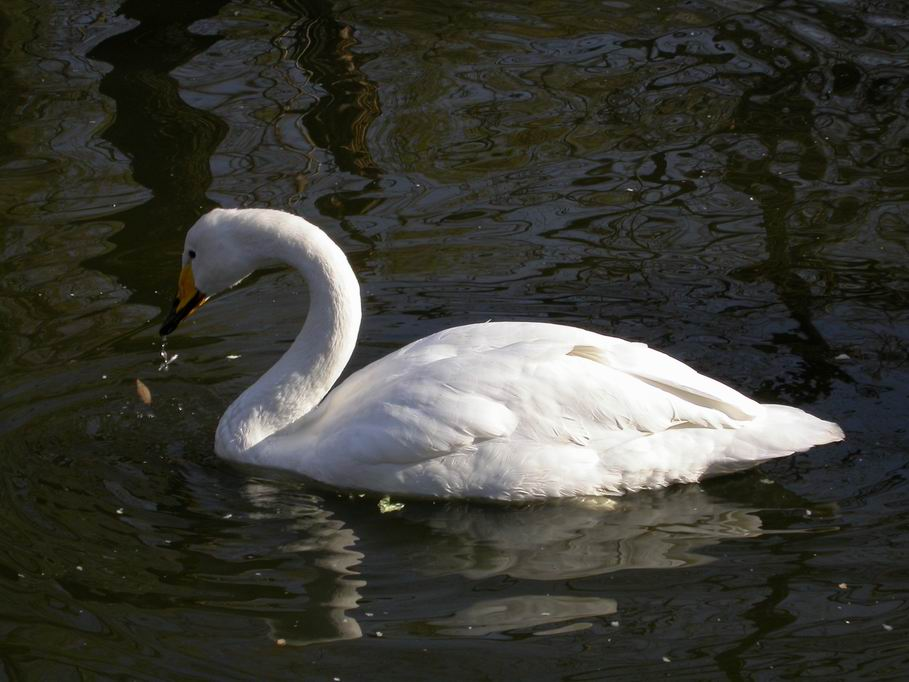
Лебідь-кликун
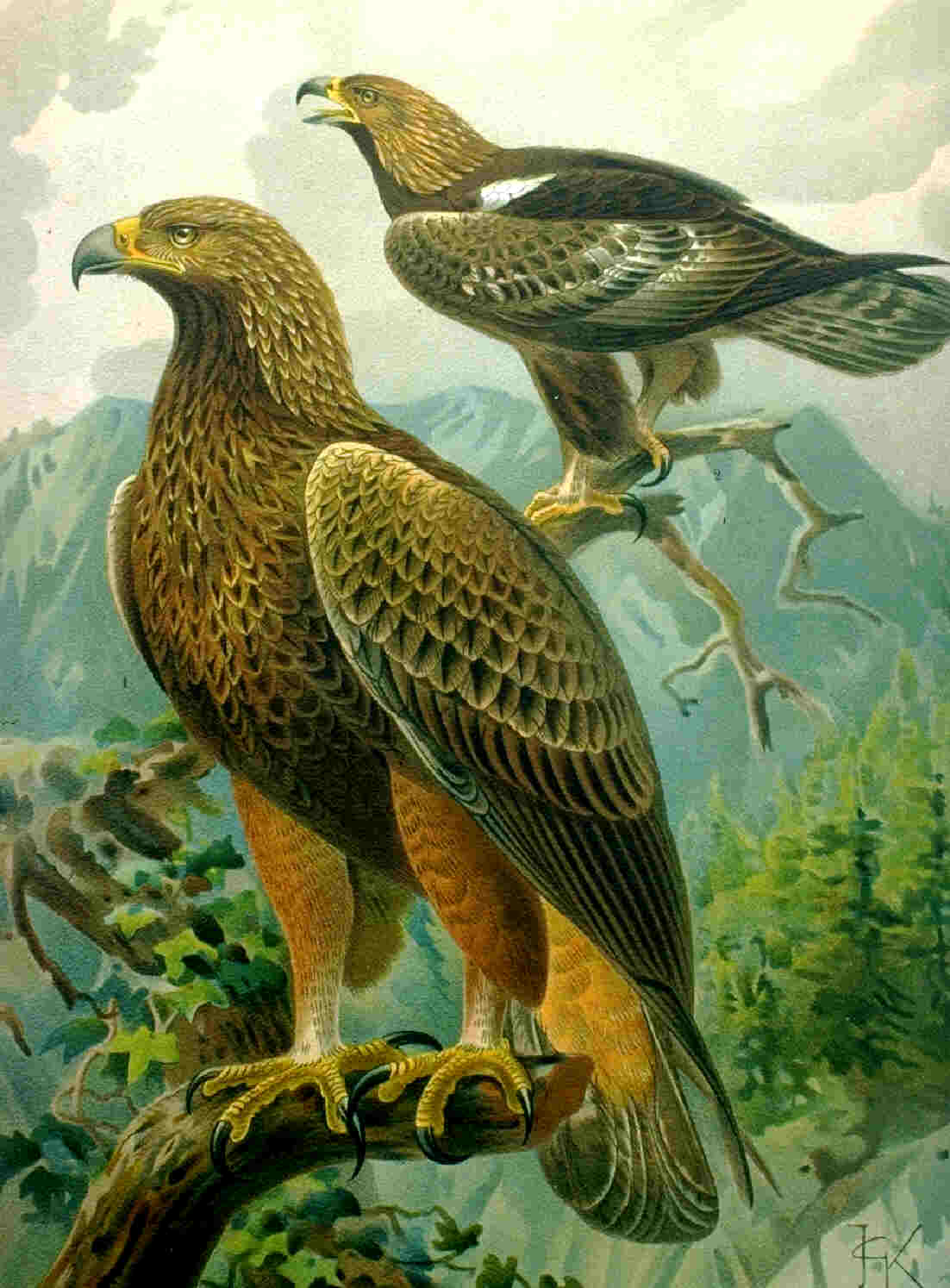
Беркут

Вищенаведені птахи — головним чином морські. Вони, мабуть, годувалися у величезних прильодовикових озерах на півночі, які тільки почали заповнювати прилеглі до льодовиків території.
Риби
- Минь річковий
- Thymallus thymallus
- Rutilus rutilus
- Пструг струмковий
- Палія арктична

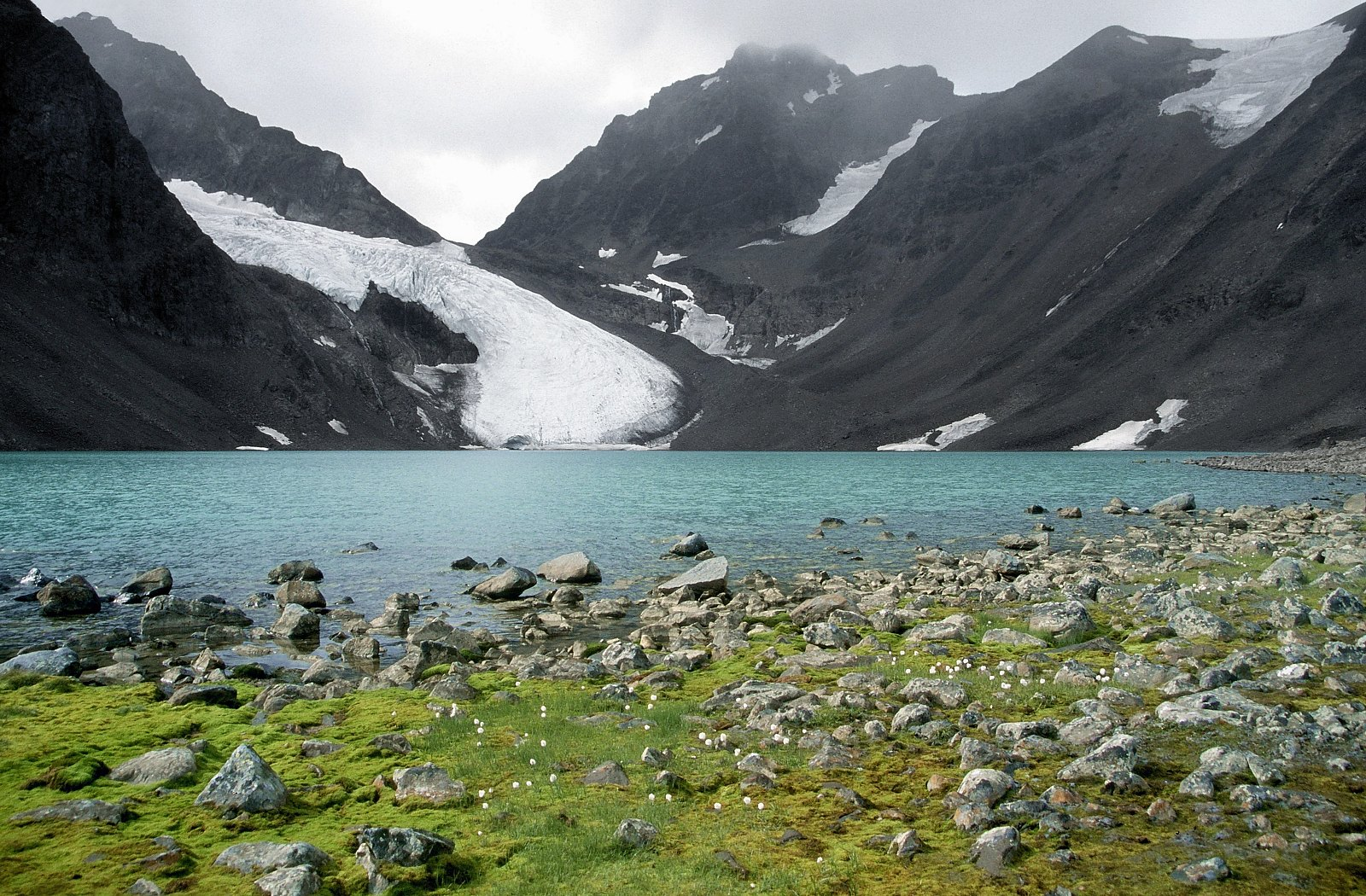
Льодовикова річка
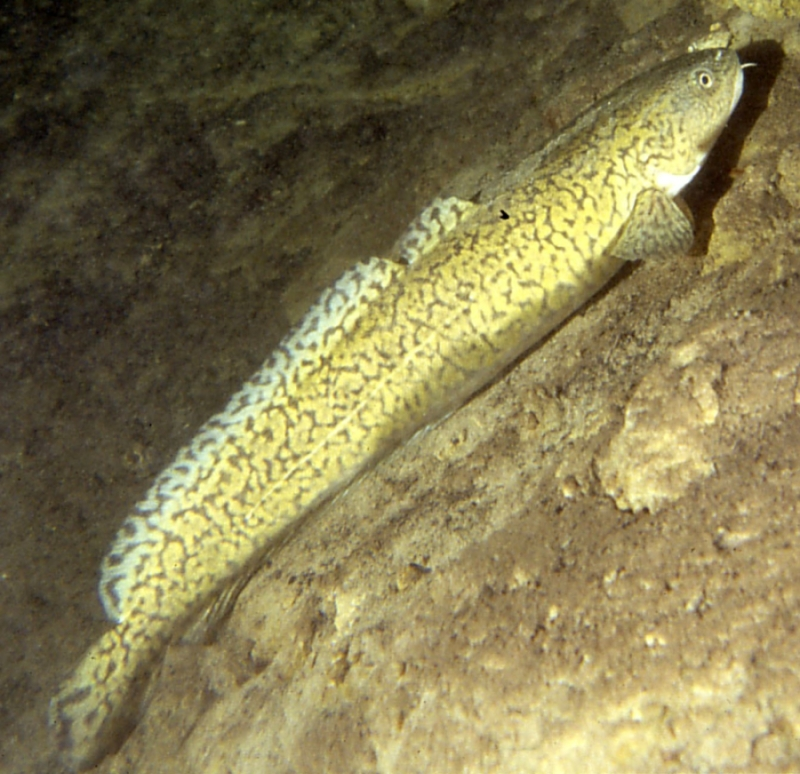
Минь річковий
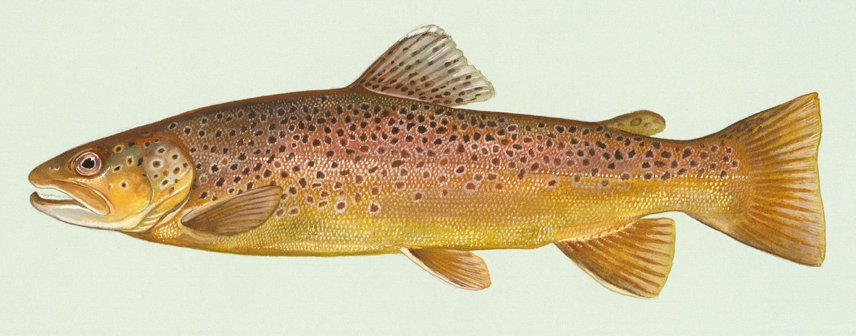
Пструг струмковий
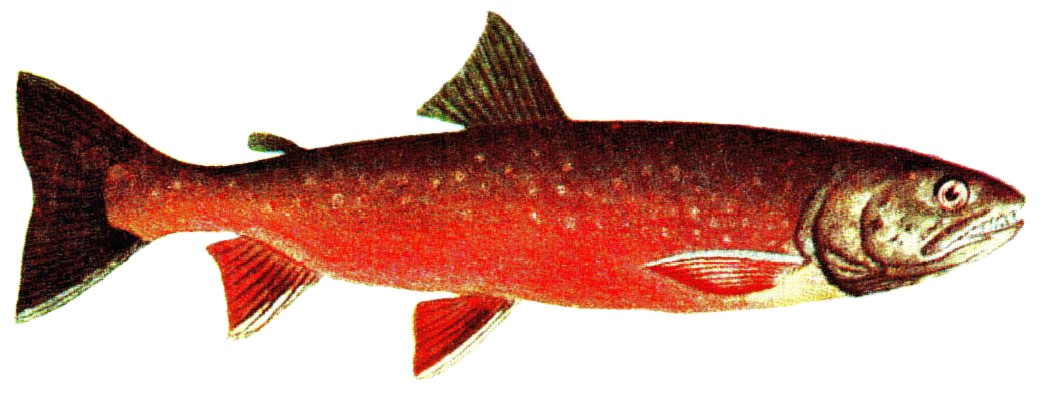
Палія

Серед дрібних тварин, що населяли трав'янистий ландшафт тундри, були представлені наступні:
Хом'якові
- Dicrostonyx torquatus
- Шапарка сибірська
- Полівка звичайна
- Полівка снігова

Зайцеподібні
- Заєць білий

Білячі
- Бабак альпійський

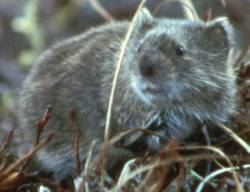
Шапарка сибірська
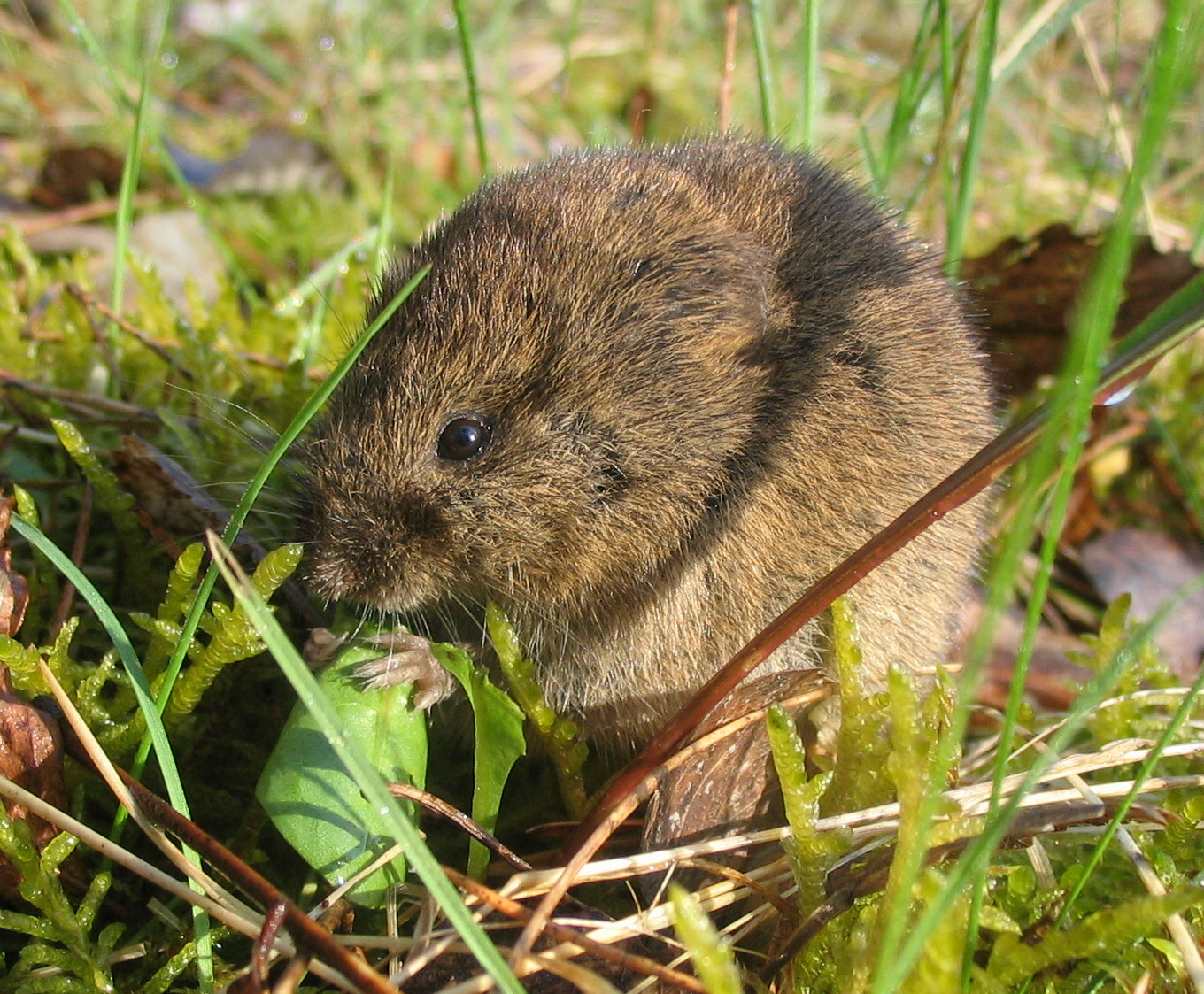
Полівка звичайна
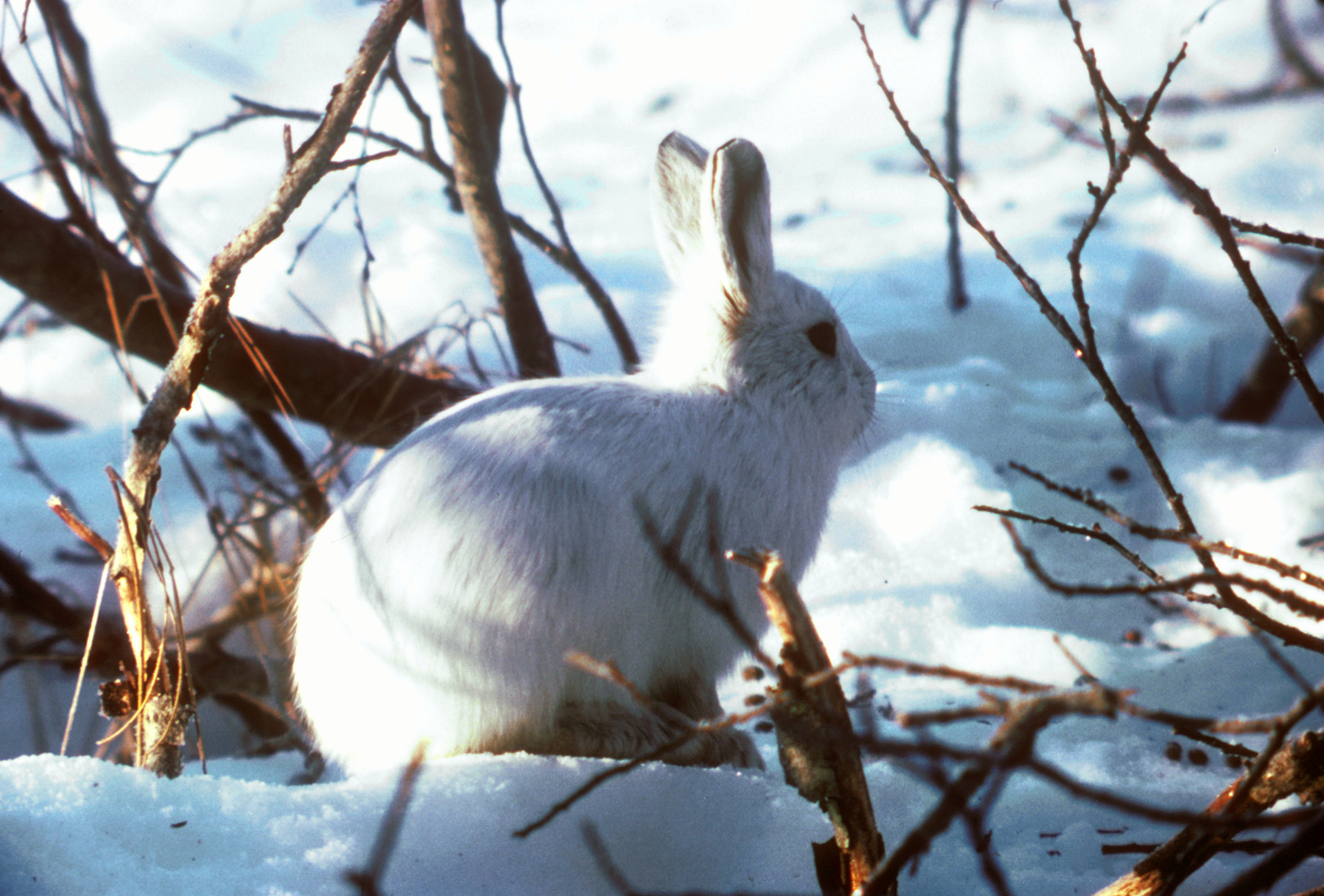
Заєць білий
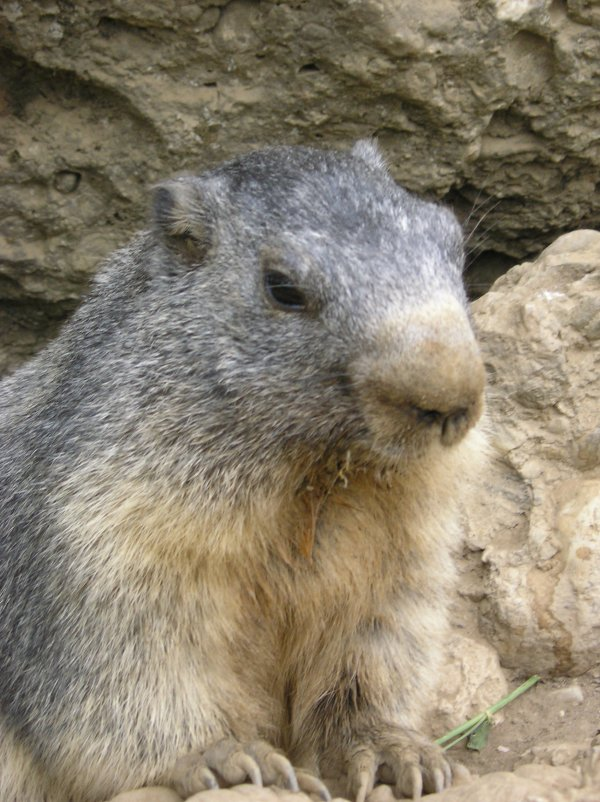
Бабак альпійський

На додаток до ведмедів і птахів існували й інші хижаки - мисливці на дрібних тварин:
Хижі
- Рись
- Песець
- Вовк

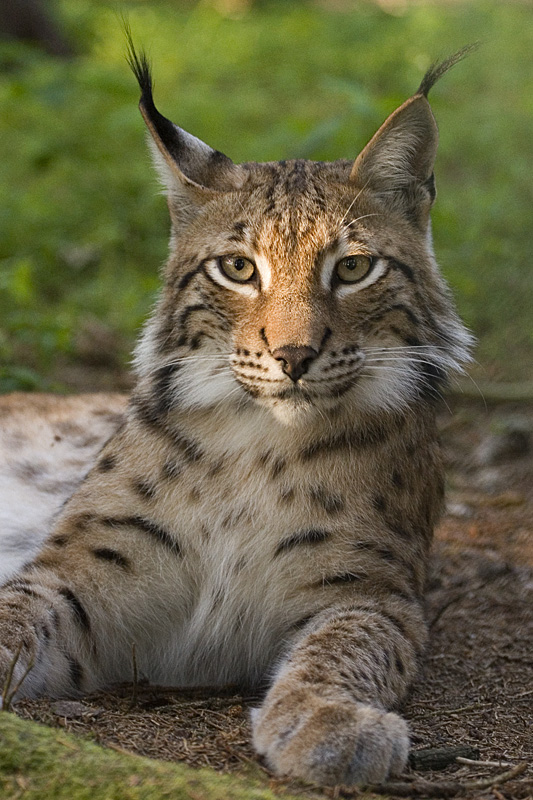
Рись євразійська
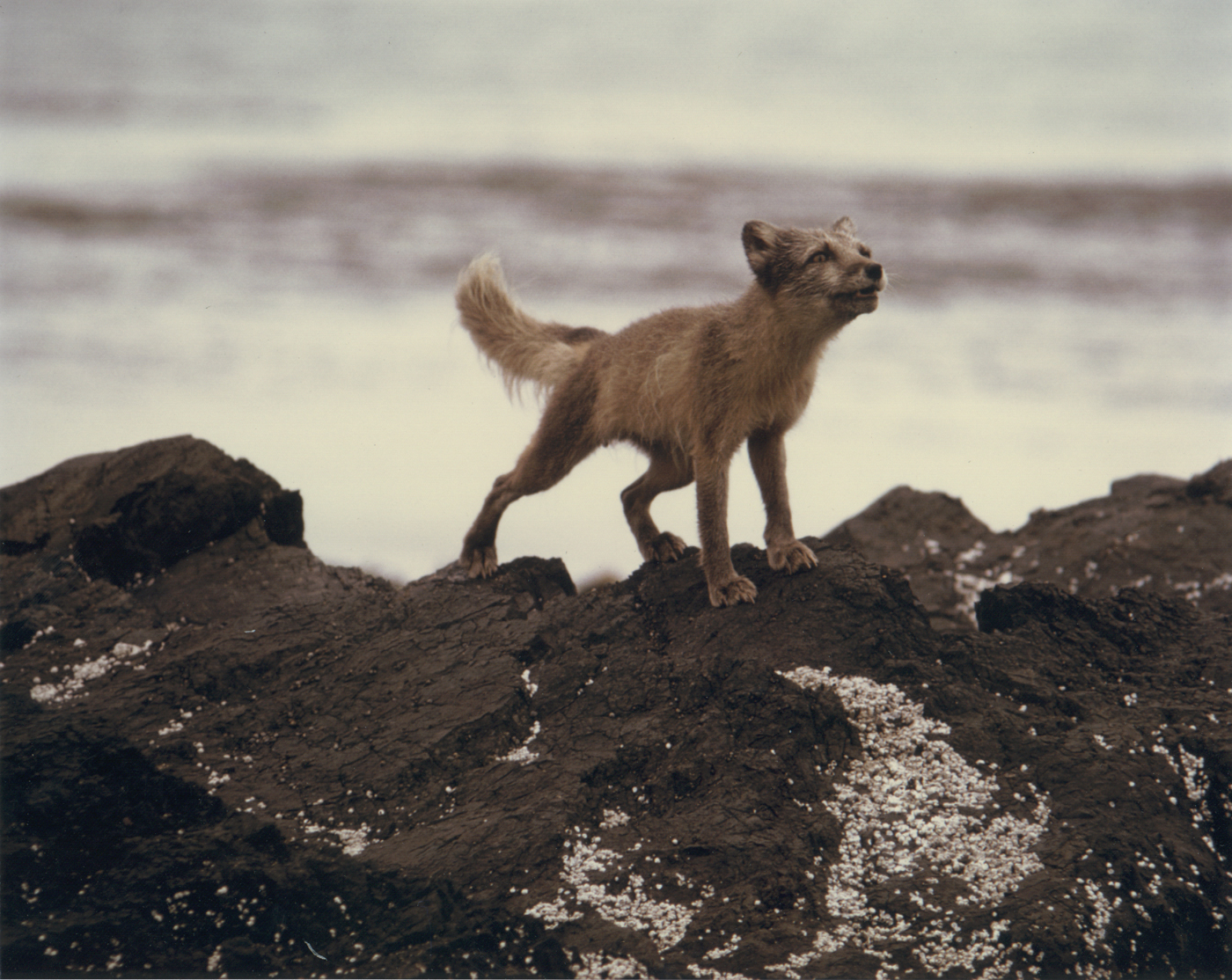
Песець
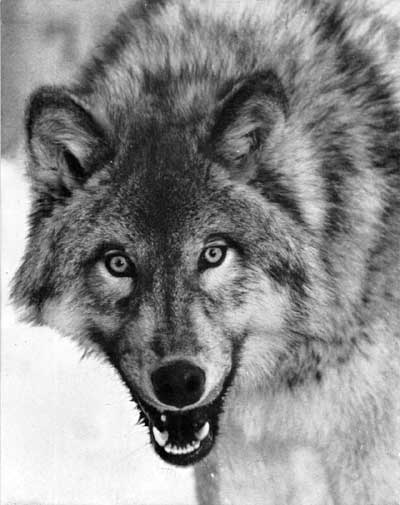
Вовк
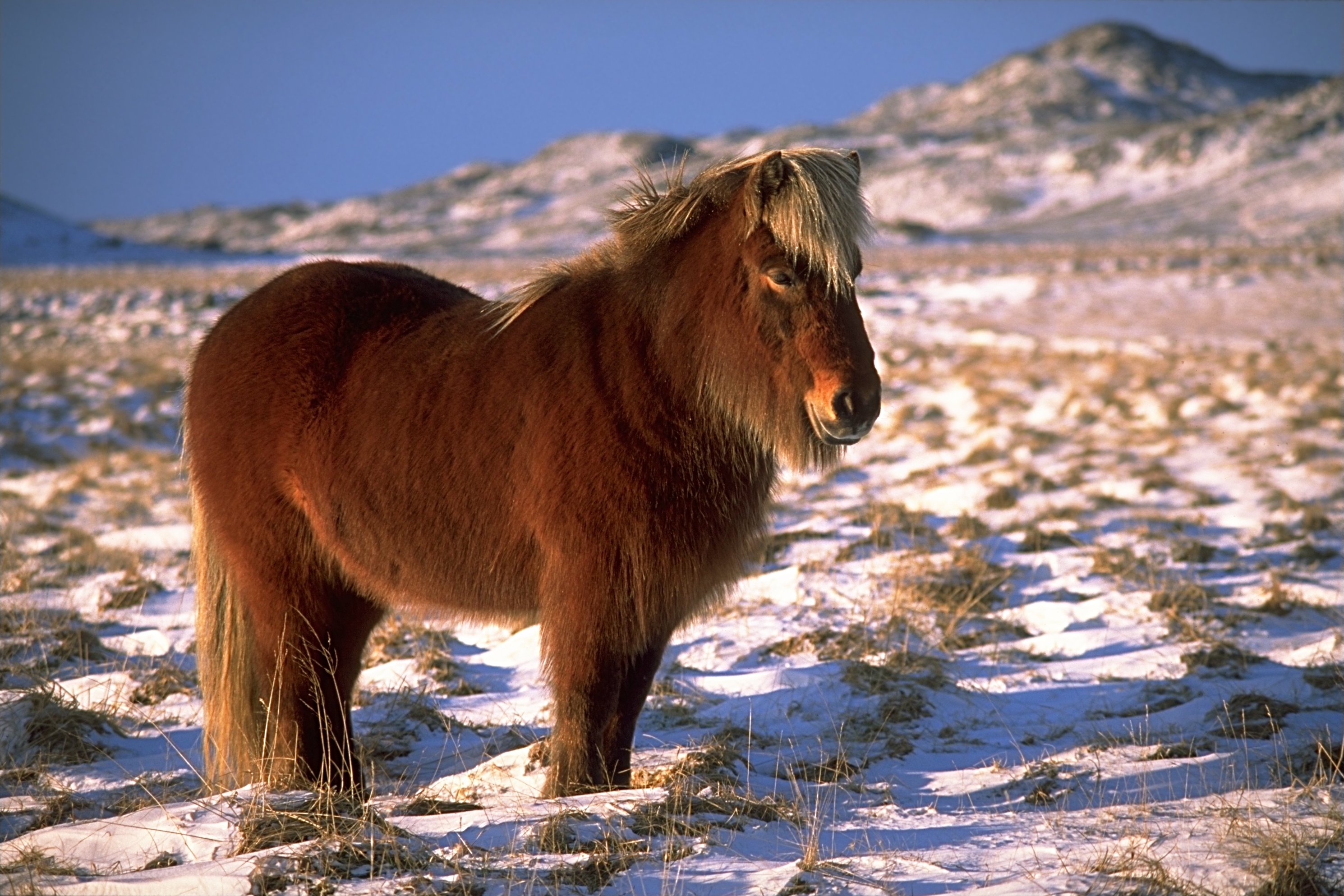
Ісландський кінь, схожий на Equus ferus

Для людини привабливою дичиною були великі ссавці, такі, як:
- Rangifer tarandus
- Equus ferus
- Козел альпійський

У якийсь момент поширилися великі ссавці: гієна, волохатий носоріг, печерний ведмідь і шерстистий мамонт.

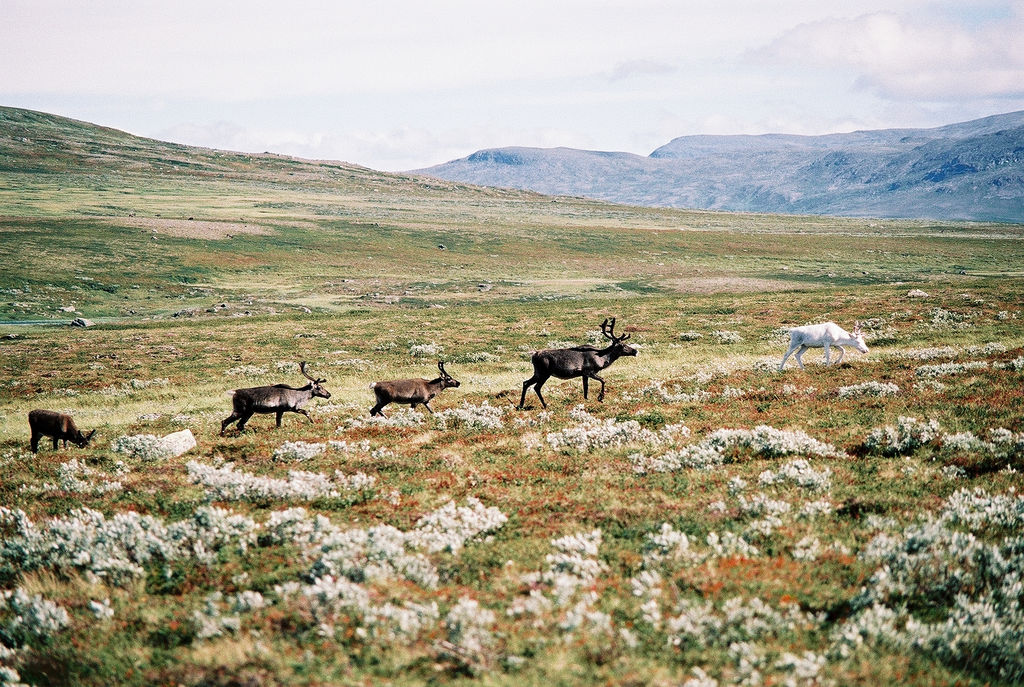
Північний олень
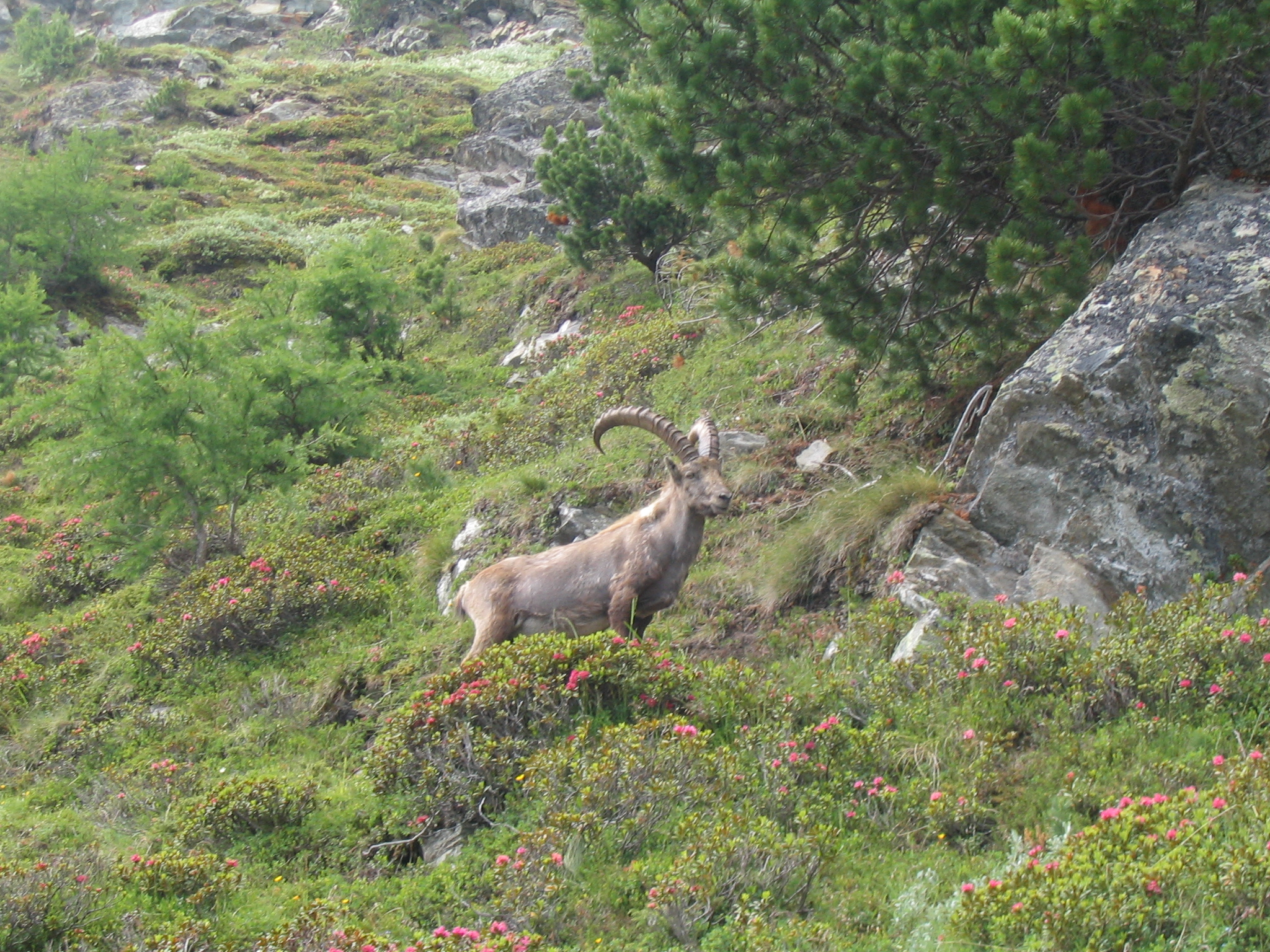
Козел альпійський
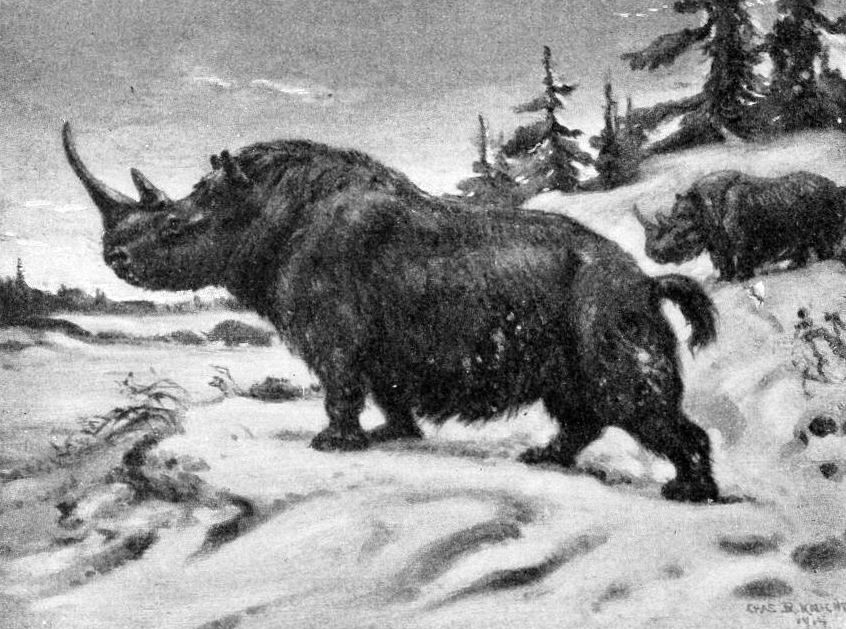
Волохатий носоріг
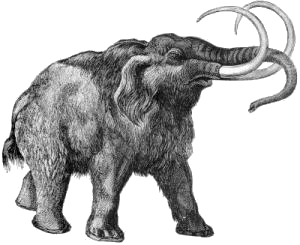
мамонт

## Археологія
Людські культури в Європі на той час вже багато тисячоліть були представлені кроманьйонцями і знаходилися на рівні верхнього палеоліту. Мадленська культура мисливців на північних оленів переважала в 
Західній Європі. Від Карпат і далі на схід епіграветтська культура продовжувала традиції попередньої граветтської.
На Далекому Сході дземонська культура вже перейшла до осілого способу життя, робила їжу, ймовірно, вирощувала рис, і навіть створила найдавнішу відому кераміку.
Одним з найпримітніших відкриттів, пов'язаних з вказаним періодом, був домашній вовк — різновид Canis lupus з меншими зубами. Також була виявлена домашня собака, Canis familiaris. Вважається, що ці тварини допомагали людині на полюванні, проте у зв'язку з особливостями полювання того часу вони навчилися допомагати пастухам пасти стада.